# بياتريكس بالوغ
بياتريكس بالوغ (بالمجرية: Balogh Beatrix)‏ مواليد 12 ديسمبر 1974 في المجر، هي لاعبة كرة يد مجرية تحولت إلى التدريب بعد الاعتزال كانت تلعب كجناح أيمن. مثلت منتخب المجر لكرة اليد للسيدات. شاركت في دورة الألعاب الأولمبية الصيفية سنة 2000. حققت المركز الأول في بطولة أوروبا لكرة اليد للسيدات 2000.

## سجل المنافسة
شاركت في البطولات التالية:
- بطولة العالم لكرة اليد للسيدات 1997
- بطولة العالم لكرة اليد للسيدات 1999
- بطولة العالم لكرة اليد للسيدات 2001
- بطولة العالم لكرة اليد للسيدات 2005
- بطولة العالم لكرة اليد للسيدات 2007
- بطولة أوروبا لكرة اليد للسيدات 1994
- بطولة أوروبا لكرة اليد للسيدات 1996
- بطولة أوروبا لكرة اليد للسيدات 1998
- بطولة أوروبا لكرة اليد للسيدات 2002
- بطولة أوروبا لكرة اليد للسيدات 2004
- بطولة أوروبا لكرة اليد للسيدات 2006

## الميداليات
| الميدالية | المسابقة                            |
| --------- | ----------------------------------- |
| فضية      | الألعاب الأولمبية الصيفية 2000      |
| برونزية   | بطولة العالم لكرة اليد للسيدات 2005 |
| ذهبية     | بطولة أوروبا لكرة اليد للسيدات 2000 |
| برونزية   | بطولة أوروبا لكرة اليد للسيدات 1998 |
| برونزية   | بطولة أوروبا لكرة اليد للسيدات 2004 |

## روابط خارجية
- بياتريكس بالوغ على موقع الاتحاد الأوروبي لكرة اليد (الإنجليزية)
- بياتريكس بالوغ على موقع اللجنة الأولمبية الدولية (الإنجليزية)
- بياتريكس بالوغ على موقع أوليمبيديا (الإنجليزية)
- بياتريكس بالوغ على موقع اللجنة الأولمبية المجرية (الهنغارية)